# フライング・カラーズ (ジョー・ロヴァーノ&ゴンサロ・ルバルカバのアルバム)
『フライング・カラーズ』（Flying Colors）は、ジョー・ロヴァーノとゴンサロ・ルバルカバが連名で1997年に録音・1998年に発表したスタジオ・アルバム。

## 背景
1995年、ルバルカバのオークランド公演の際に、キューバ人のリズム・セクションがビザの問題で入国できなくなるというアクシデントがあり、急遽ルバルカバとロヴァーノのデュオ編成で4夜の公演が行われた。そして、約2年後の1997年1月17日には、本デュオ・アルバムの全12曲が1日で録音された。

## 反響・評価
『ビルボード』のジャズ・アルバム・チャートでは16位に達した。
リチャード・S・ギネルはオールミュージックにおいて5点満点中2.5点を付け「2人のインタープレイは流動性に欠け、アイディアはぎこちなく、展開は気まぐれである」「ルバルカバの世界でも屈指の技巧は、たまに前衛風の演奏が爆発するとはいえ、殆ど抑制されてしまっており、リズム面でも行き場を失っている」「確かに果敢な賭けだが、両アーティストにとっても、各々のファンにとっても、満足いく結果にはならなかった」と評している。一方、『CDジャーナル』のミニ・レビューでは「緊張感あふれる前衛風の演奏から詩情豊かなバラードまで、変幻自在な展開がスリリングだ」と評されている。

## 収録曲
1. フライング・カラーズ - "Flying Colors" (Joe Lovano) - 5:49
2. ハウ・ディープ・イズ・ジ・オーシャン - "How Deep Is the Ocean" (Irving Berlin) - 5:49
3. ボス・タウン - "Boss Town" (J. Lovano) - 4:14
4. バード・フード - "Bird Food" (Ornette Coleman) - 3:26
5. スポンティニアス・カラー - "Spontaneous Color" (Gonzalo Rubalcaba) - 2:11
6. ファンタズム - "Phantasm" (Paul Motian) - 6:17
7. アグリー・ビューティ - "Ugly Beauty" (Thelonious Monk) - 5:15
8. ホット・ハウス - "Hot House" (Tadd Dameron) - 5:00
9. グロリアズ・ステップ - "Gloria's Step" (Scott LaFaro) - 5:32
10. ミスター・ハイド - "Mr. Hyde" (J. Lovano, G. Rubalcaba) - 7:02
11. アイ・ラヴ・ミュージック - "I Love Music" (Emil Boyd) - 7:53
12. アロング・ケイム・ベティ - "Along Came Betty" (Benny Golson) - 5:17

## 参加ミュージシャン
- ジョー・ロヴァーノ - ストレート・テナー・サクソフォーン、ソプラノ・サクソフォーン、アルトクラリネット、ドラムス、ゴング
- ゴンサロ・ルバルカバ - ピアノ